# Mondi Neusiedler
Die Mondi Neusiedler GmbH & Co KG ist eine Tochtergesellschaft von Mondi, die mit einer Papiermühle für Spezialpapier in Österreich im Jahr 1793 begann. Sie befindet sich in Klein-Neusiedl, was dem Unternehmen seinen Namen NEUSIEDLER gab.
Die Papierfabrik in Theresienthal und die Papier- und Zellstofffabrik in Kematen wurden nach dem Ersten Weltkrieg in das Unternehmen eingegliedert. Am 1. Oktober 2002 übernahm Mondi den operativen Betrieb der Papierfabriken Theresienthal und Kematen sowie die Ybbstaler Zellstoff GmbH und machte damit den Weg für die internationale Expansion frei.

## Geschichte

Logo

1793 erhielt Ignaz Theodor von Pachner die Erlaubnis zur Errichtung einer Papiermühle für hochwertige Papiere, die er in Klein-Neusiedl in der Nähe von Wien baute. Daraus entstand die Papierfabrik Klein-Neusiedl. Im Jahr 1800 war diese Papiermühle bereits der größte Papierhersteller auf dem Gebiet des Kaiserreiches Österreich-Ungarn. Daraus ergab sich der ursprüngliche Name Papierfabrik Neusiedl und der späteren Neusiedler AG der Mondi BP.
Nach dem Ersten Weltkrieg wurden die Papierfabrik Theresienthal und die Papier- und Zellstofffabrik in Kematen errichtet, beide sind noch heute in Betrieb.
Im Jahre 1995 wurden die Fabriken im ungarischen Szolnok und 1997 im ungarischen Dunaújváros erworben. 1999 folgen 50,1 % der Fabrik in Hadera in Israel, im Jahre 2000 50 % der Fabrik in Ružomberok, der größten Papierfabrik in der Slowakei.
Das 1998 in Ulmerfeld errichtete Hochregallager mit 7.700 Palettenstellplätzen brannte während laufender Erweiterungsarbeiten am 24. Mai 2001 innerhalb von weniger als einer Stunde vollständig ab, konnte aber durch die Fertigstellung des mehr als doppelt so großen Erweiterungslagers kurzfristig ersetzt werden.
Die Fabrik in Syktywkar in Russland wurde mehrheitlich im Jahre 2002 erworben. Zu Beginn des Jahres 2004 wurden zwei Werke von Mondi Südafrika in Richards Bay und Merebank/Durban in die Firma integriert. Zum 1. Oktober 2004 wurden die Standorte Theresienthal und Kematen von Mondi übernommen. Die zwei ungarischen Werke wurden im Jahr 2008 geschlossen.
Mit 17. November 2004 erfolgte die Umbenennung der Neusiedler Ybbstal AG in Mondi Business Paper Austria AG. Per 16. April 2008 wurde die Aktiengesellschaft in eine Gesellschaft mit beschränkter Haftung umgewandelt und firmiert sodann unter Mondi Neusiedler GmbH. Am 31. Oktober 2023 wurde die Mondi Neusiedler GmbH in die Mondi Neusiedler GmbH & Co KG umgewandelt.
Die heutige österreichische Holdinggesellschaft begründet sich auf der von Hugo Henckel von Donnersmarck gegründeten Papierfabrik Frantschach Aktiengesellschaft. Mit 20. November 2004 wurde die Frantschach in die Mondi Packaging AG und per 28. November 2007 in die Mondi AG umfirmiert.

### Neusiedler Papierfabrik
Die erste Fabrik wurde 1793 im niederösterreichischen Klein-Neusiedl an der Fischa (östlich von Wien) errichtet, von dem aus Leonfelden stammenden Großhändler Ignaz Theodor Pachner Edler von Eggenstorf († 1814).
Der damalige Kaiser Franz II. erteilte die Genehmigung einer „Fabrikation zur Erstellung feinerer Papiere“. Das Unternehmen lieferte Papier an die österreichische k.k. Notenbank. 1837 wurde die Fabrik an den Wiener Großhändler Georg Borckenstein verkauft, der das Unternehmen in die k.k. privilegierte Aktiengesellschaft der Papierfabrik Kleinneusiedl umwandelte und nunmehr als die umfassendste Maschinenpapierfabrik in ganz Europa galt.
Später gelangte die Fabrik in den Besitz des Vinzenz von Miller zu Aichholz, der Ludwig Tennenbaum 1883 in die Neusiedler AG für Papierfabrikation holte. Damals gehörten zu dieser AG die Fabriken in Klein-Neusiedl und Petersdorf in Siebenbürgen (Petrești). 1908 gelangten die Papierfabriken Schlöglmühl und Stuppach (Gemeinde Gloggnitz) sowie die dortige Natronzellulosefabrik in den Besitz der Neusiedler AG; 1911 dann in Westböhmen die Zellstofffabrik Josefihütte bei Marienbad und 1912 die Feinpapierfabrik Pilsen (Plzeň). Das Aktienkapital betrug damals insgesamt 9 Mio. Kronen, exportiert wurde nach Europa, in die Türkei und Südamerika. Für Ungarn wurde eine eigene Handelsgesellschaft geschaffen, Filialen in Prag, Budapest, Lemberg und Agram (Zagreb) existierten bereits.

### Papierfabriken in Kematen und Theresienthal
1868 wurde die Mühle bei Ulmerfeld nahe Amstetten (Niederösterreich) durch Anton Pokorny zu einer Holzschleiferei umgebaut. Im Jahr darauf, 1869, errichteten Anton Pokorny und Josef Hiebl dort die Theresienthaler Papierfabrik. 1870 kauften beide die Mühle in Kematen und errichteten einen Industriebetrieb.
1872 verkauften Pokorny und Hiebl beide Werke an die Zellulose- und Papierfabriksgesellschaft von Carl Ellissen und Paul Roeder.
1886 wurde dann eine zweite Papiermaschine in Kematen an der Ybbs positioniert und zwei Jahre später mit dem Bau der ersten Zellstofffabrik in Kematen begonnen, die 1894 eine Dampfmaschine erhielt.
1889 wurde aus der Mühle in Hausmening ein eigenes Fabriks-Krankenhaus gegründet.

### Nach der Fusion
Noch während des Ersten Weltkriegs gingen die Anteile der Theresienthaler Papierfabrik von Ellissen, Roeder & Co. A. G. an die Neusiedler AG über (mit Fabriken in Hausmening, Papier- und Zellulosefabrik in Hilm-Kematen).
1920 wurden die Holzpappenfabrik Schütt bei Waidhofen an der Ybbs sowie die Hirschwanger Holzschleiferei und Holzstoffwarenfabrik Schoeller & Co. angekauft. Die nach dem Zerfall der Monarchie in der Tschechoslowakei befindlichen Fabriken Pilsen, Josefihütte und Rattimau wurden in die Prager Neusiedler Vereinigte Papier-, Zellulose- und Holzstoff-Fabriken A. G., die Papierfabrik im rumän. Petersdorf in die Fabrica de Hârtie Petrifalau Societate Anonimă Română umgewandelt. In der Zwischenkriegszeit befand sich die Neusiedler AG über das Bankhaus Petschek & Co. im Mehrheitsbesitz der Prager Familie Petschek, die ihre Anteile an dem 8 Millionen Schilling betragenden Aktienkapital im Mai 1938 vollständig an den sudetendeutschen Papierindustriellen Ludwig Piette-Rivage verkauften.
Im Jahr 1945 übernahm die Lauda-Turnauer Investgruppe die Aktienmehrheit. Eine neue Zellstofffabrik in Kematen wurde 1957 in Betrieb genommen, ehe 1971 der Erststart der Papiermaschine 5 (PM5) erfolgte. Das Gebäude für die Maschine ist 285 m lang. Drei Jahre darauf startete auch die neue Papiermaschine 4 (PM4). 1981 erfolgten erste erfolgreiche Schritte im Ideenmanagement mit 31 umgesetzten Ideen mit Kosteneinsparungen in Höhe von 1,1 Mio. EUR. Im folgenden Jahr wurde die Papiermaschine 6 (PM6) in Betrieb genommen.
2000 wurde die Firma Neusiedler AG zu 100 Prozent von Mondi übernommen, 2007 erfolgte der Börsengang der Mondi, anlässlich einer Restrukturierung wurde „Mondi Business Paper“ in Mondi UFP (Uncoated Fine Paper) umbenannt. 2008 wurde das Unternehmen mit den Standorten Hausmening und Kematen in Mondi Neusiedler umbenannt.